# L'Amant de Bornéo
Pour plus de détails, voir Fiche technique et Distribution.
L'Amant de Bornéo est un film français réalisé par Jean-Pierre Feydeau et René Le Hénaff, sorti en 1942.

## Synopsis
Lucien Mazerand (Jean Tissier), libraire à Châteauroux prend prétexte d'un voyage à Paris pour assister au spectacle de Stella Losange, (Arletty), chanteuse et illusionniste. Il en tombe immédiatement amoureux, mais elle est la maîtresse du chocolatier Arthur Serval (André Alerme). L'ami de Lucien, (Guillaume de Sax) pour pouvoir le présenter à Stella le fait passer pour un célèbre globe-trotter. Lucien joue le jeu, mettant ainsi le doigt dans un engrenage qui lui fera dépenser une fortune pour accréditer son mensonge auprès de Stella. Cette dernière subjuguée deviendra amoureuse de Lucien et ils s'apprêteront à partir pour Bornéo jusqu'au moment où Serval dévoilera le pot aux roses…

## Fiche technique
- Titre : L'Amant de Bornéo
- Réalisation : Jean-Pierre Feydeau
- Collaboration technique : René Le Hénaff
- Scénario : Roger Ferdinand, d'après sa pièce L'Amant de Bornéo écrite avec José Germain (1941)
- Musique : René Sylviano
- Photographie : Victor Arménise
- Son : Louis Perrin
- Décors : Jacques Colombier
- Production et distribution  : Compagnie Commerciale Française Cinématographique (C.C.F.C.)
- Tournage : à partir du 9 février 1942 aux studios Radio-Cinéma des Buttes-Chaumont, Paris 19e
- Format: 1 x 1,37
- Durée : 90 minutes
- Genre : Comédie
- Date de sortie : 
  - France - 28 mai 1942
- Affiche : Georges Dastor (France)

## Distribution
- Arletty : Stella Losange, une vedette de music-hall connue dont la route croise celle d'un modeste libraire
- Jean Tissier : Lucien Mazerand, un modeste libraire de Châteauroux qui se fait passer pour un explorateur aux yeux de Stella
- André Alerme : Arthur Serval, le chocolatier, amant officiel de Stella
- Jimmy Gaillard : Rastange dit "Bébé", le secrétaire gigolo d'Arthur
- Pauline Carton : Agathe, la camériste de Stella
- Pierre Larquey : Lajoie, Le comptable de Lucien
- Guillaume de Sax : Gaston, l'ami de Lucien
- Germaine Reuver : Madame Charles, l'employée de Lucien à la librairie
- Georgette Tissier : une girl
- Marguerite de Morlaye : la vieille spectatrice
- Charlotte Ecard
- Marc Natol
- Teddy Michaud
- Joe Alex